# Cynanchum rossii
Cynanchum rossii là một loài thực vật có hoa trong họ La bố ma. Loài này được Rauh mô tả khoa học đầu tiên năm 1970.